# Groupe Pasteur Mutualité
Pour les articles homonymes, voir GPM.
Le groupe Pasteur Mutualité (GPM) est un groupe mutualiste d'assurances et de services destinés aux professionnels de santé. Issu de l'Association générale des médecins de France (AGMF), le groupe est administré depuis plus de 160 ans par des professionnels de santé. Son président est depuis 2019 le Dr Bertrand Mas-Fraissinet. Son directeur général est Thierry Lorente.
Le groupe Pasteur Mutualité regroupe les unions de mutuelles de l'Association générale des médecins de France (AGMF Prévoyance et AGMF Action sociale) et 76 mutuelles départementales, régionales et nationales.

## Historique

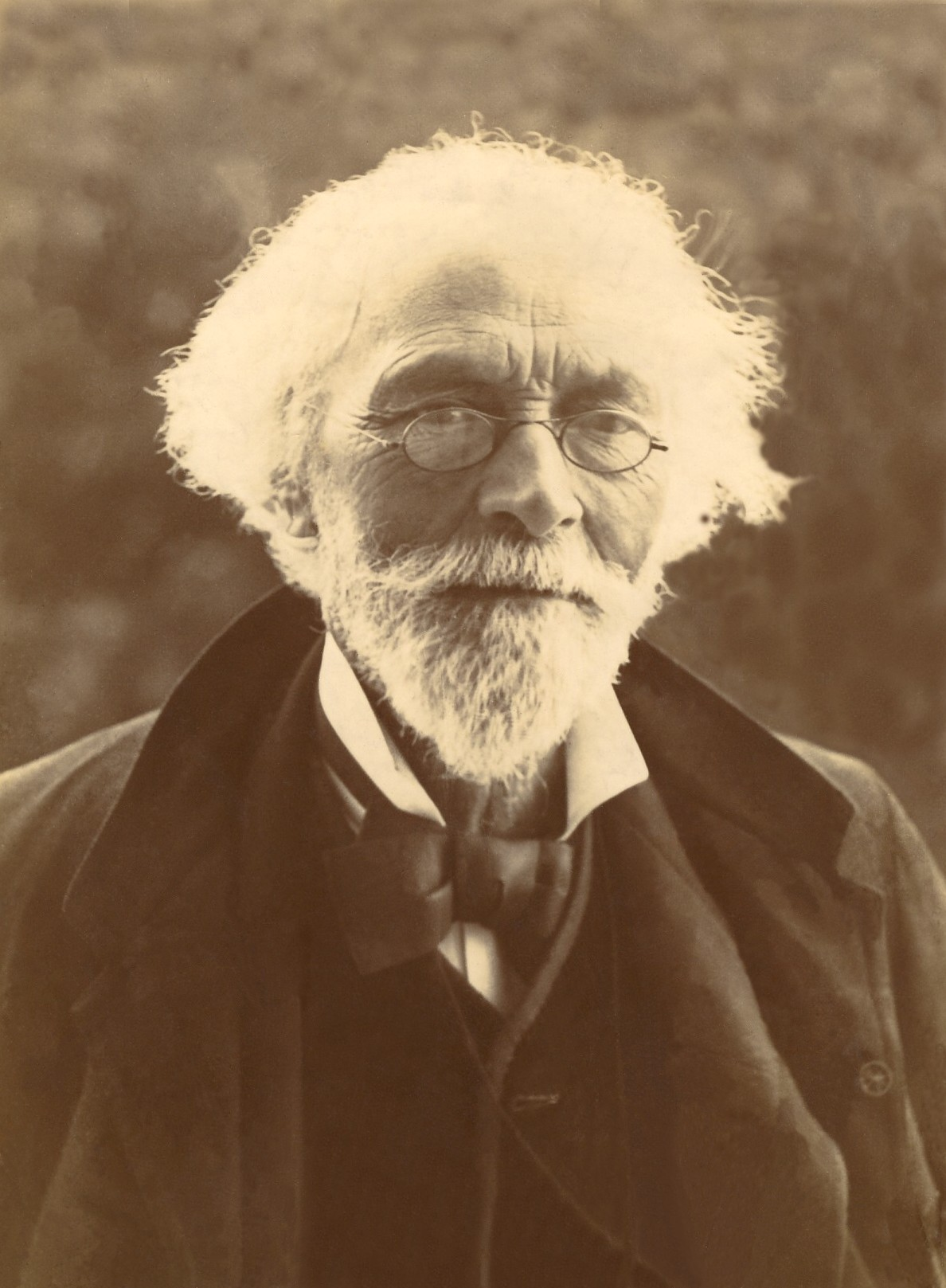
Dr Julien-François Jeannel.

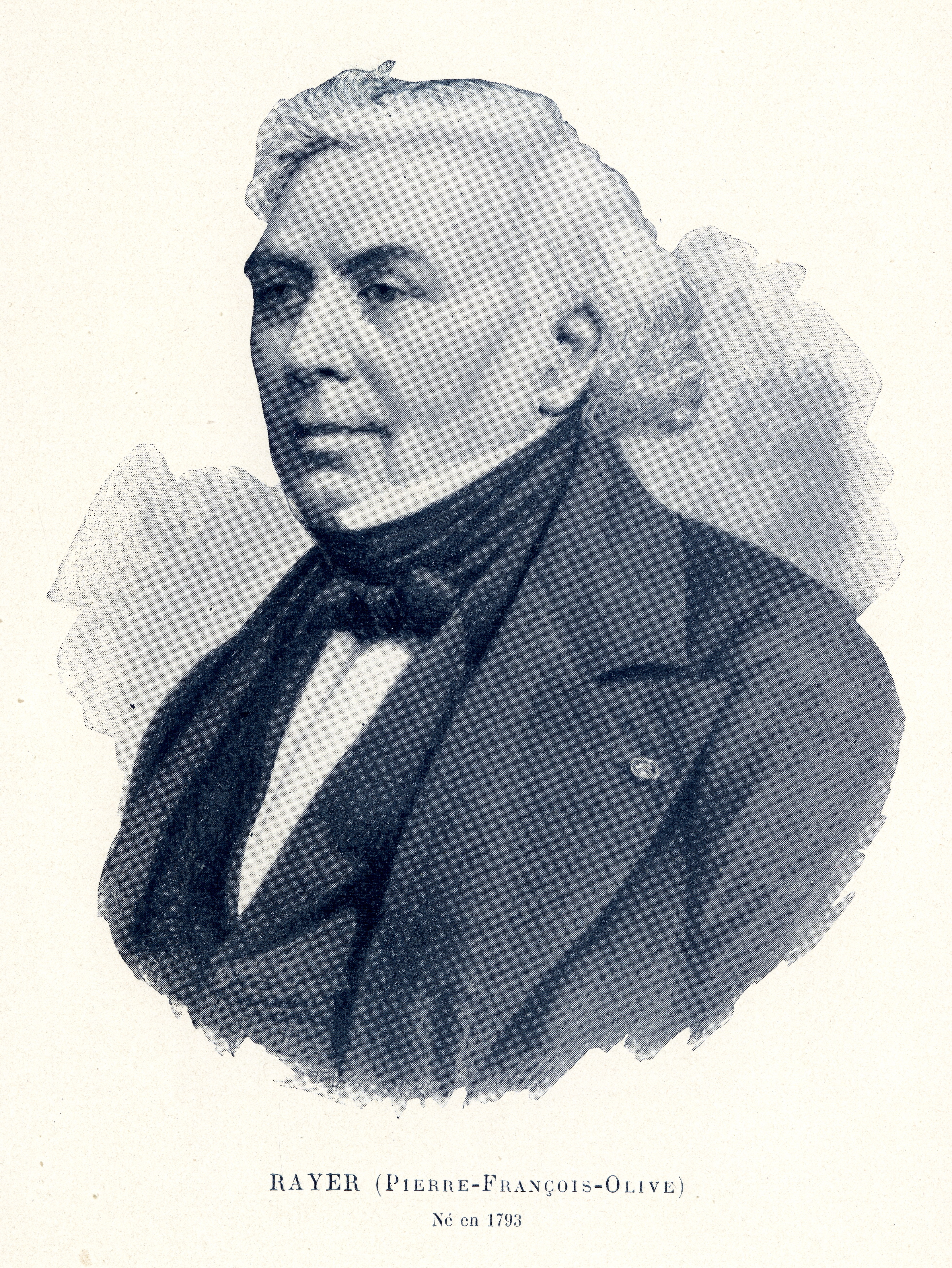
Dr Pierre François Olive Rayer.

En 1845, la création de l'Association générale des médecins de France (AGMF) est proposée et soutenue par un congrès réunissant un millier de médecins à Paris. Elle est finalement créée en 1858 par décret impérial, sous l'impulsion des docteurs Julien-François Jeannel, Amédée Latour et Pierre Rayer.
En 1866, l'AGMF réunit plus de 6 000 membres répartis dans 96 sociétés locales. Couvrant l'ensemble de la France, l'AGMF est le premier organisme représentatif des médecins auprès des pouvoirs publics. Près d'un siècle plus tard, en 1947, l'AGMF devient une fédération mutualiste.
En parallèle, le groupe Pasteur Mutualité crée en 1990 diverses entités professionnelles destinées aux professionnels de santé avant de créer en 1997 une société d'assurances-vie, GPM Assurances SA.
En 2007, les Unions AGMF et le groupe Pasteur Mutualité fusionnent .

### 2009: Panacea Assurances
En septembre 2009, Groupe Pasteur Mutualité crée Panacea Assurances, une société d'assurances IARD spécialisée en RC médicale et protection juridique.

### 2011: Acquisition de SCAMP-Pharmateam
Groupe Pasteur Mutualité acquiert en 2011 Scamp/Pharmateam, un cabinet de courtage d’assurances spécialisé dans les pharmaciens et les biologistes.

### 2013: Lancement d'Orsane
La société ORSANE est spécialisée dans la protection sociale collective des salariés du monde de la santé et du social. L'annonce de sa création intervient lors du congrès annuel de la Fédération de l'hospitalisation privée (FHP).

### 2016: La Mutuelle du Médecin rejoint le groupe Pasteur Mutualité
Depuis le 1er janvier 2016, la Mutuelle du Médecin a rejoint le groupe Pasteur Mutualité. Ce rapprochement permet au groupe Pasteur Mutualité de renforcer sa position auprès des médecins et de commercialiser ses offres auprès des 6 000 adhérents de La Mutuelle du Médecin.

### 2018: Groupe Pasteur Mutualité acquiert ADOHA Assurances
Le groupe Pasteur Mutualité renforce son expertise en se rapprochant d’Adoha Assurances, cabinet de courtage spécialisé dans la protection des masseurs-kinésithérapeutes rééducateurs et des kinés ostéopathes. Créé il y a près de 15 ans, Adoha compte plus de 5 000 assurés.

### 2019: Création de GPM Gestion Privée
Le groupe Pasteur Mutualité lance en 2019 une structure spécialisée dans la gestion des patrimoines personnel et professionnel des adhérents du groupe Pasteur Mutualité, en leur proposant des solutions d'épargne patrimoniale.

### 2020: Groupe Pasteur Mutualité acquiert Facivi
Dans le cadre de sa démarche servicielle au service des professionnels de santé, Groupe Pasteur Mutualité devient en 2020 actionnaire majoritaire de Facivi, société agrégatrice de services et de conciergerie auprès des professionnels de santé.

### 2021-2022: Ouverture de la Villa M à Paris
Le 29 juin 2016, GPM annonce la construction d'un nouveau bâtiment destiné à la santé de demain et à l'ensemble de ses acteurs, baptisé « Villa M », qui doit regrouper sur 8 000 m2 des espaces d'innovation, de travail et de soins pour les professionnels de santé, notamment "un centre de prévention et de check-up destiné aux médecins, une maison de santé, mais aussi un showroom pour des start-ups liées à la santé, un restaurant, un club boxe et fitness et un hôtel".
Le projet est désigné en 2019 parmi les dix projets hôteliers les plus fous qui vont embellir la capitale dans les prochaines années. Sous son enveloppe végétalisée, Villa M se présente comme un concept hybride et une destination inédite ouverte à tous, au service du bien-être et du développement de toutes les santés . Le bâtiment, situé boulevard Pasteur à Paris, imaginé par Groupe Pasteur Mutualité, a été conçu par Thierry Lorente et Amanda Lehmann sous la direction artistique de Philippe Starck et les architectes de l’agence Triptyque. Inaugurée en septembre 2021, Villa M se veut "un bâtiment manifeste de ce début de XXIe siècle", cassant les codes aseptisés du monde de la santé et dressant un pont entre urbanisme et nature à travers une mixité d'espaces où on viendrait prendre soin de soi. A travers son concept d'expérience holistique, Villa M prône un art de vivre axé sur le partage et l'innovation[non neutre].
En avril 2022, Villa M lance son programme d'innovation santé, iMpulsion. Le programme iMpulsion accompagne les start-ups e-santé dans une phase critique de leur développement : l'accès à l'écosystème santé. Il regroupe un réseau de grands partenaires et d'experts "qui apporteront, pendant toute la durée du programme, leurs expériences et leurs savoir-faire aux start-ups lauréates du programme".

## Adhérents
Les adhérents appartiennent aux professions de santé telles que médecins, praticiens hospitaliers, chirurgiens-dentistes, vétérinaires, pharmaciens, sages-femmes, infirmiers, masseurs-kinésithérapeutes et autres professions paramédicales, étudiants et professionnels de santé en formation, professions libérales ou salariés.

## Soutien à la recherche médicale et l'innovation en santé
Créée en 2008, à l’occasion des 150 ans de l’Association générale des médecins de France, la Fondation d’entreprise du groupe Pasteur Mutualité puis la Fonds de dotation Villa M encouragent chaque année l'innovation en santé en remettant des bourses de recherche médicale à de jeunes chercheurs de toutes spécialités. Près de 500 candidats sollicitent la Fondation chaque année.